# Zgromadzenie Ustawodawcze
Zgromadzenie Ustawodawcze (hiszp. Asamblea Legislativa) - to jednoizbowy parlament w Salwadorze. Zasiada w nim 84 deputowanych wybieranych w wyborach powszechnych na 3-letnią kadencję. 

## Przewodniczący Zgromadzenia
Pierwszą przewodniczącą Zgromadzenia Ustawodawczego, a zarazem pierwszą kobietą na tym stanowisku była María Julia Castillo Rodas.